# Južnopohorsko narečje
Južnopohorsko narečje ( štajerska pohorščina) je slovensko narečje, ki spada v štajersko narečno skupino. Govori se na pobočjih južnega in vzhodnega Pohorja, južno od reke Drave, vzhodno od Ruš do okolice Maribora,  na jugozahodu pa do širšega območja Slovenskih Konjic. Poglavitna naselja na področju južnopohorskega narečja so Slovenske Konjice, Zreče, Vitanje, Gorenje nad Zrečami, Skomarje, Resnik, Tinje, Kebelj, Koritno, Božje, Oplotnica, Slovenska Bistrica, Bezovje nad Zrečami